# Chimaera panthera
Chimaera panthera е вид химер от семейство Chimaeridae.

## Разпространение и местообитание
Видът е разпространен в Нова Зеландия.
Среща се на дълбочина от 327 до 1020 m.

## Описание
На дължина достигат до 1 m.